# Sproglig polyfoni
Ideen bag den sproglige polyfoniteori er, at der altid er flere stemmer i en tekst, og ofte også i en sætning. Det er især det sidste polyfoniteorien ser på. Polyfoniteorien er udviklet i Frankrig, men videreudviklet af nordiske forskere. Denne (nordiske) tilgang har fået navnet: ScaPoLine (la théorie Scandinave de la Polyphonie Lingistique).
Det gode eksempel på polyfoni er en nægtelse. Polyfoniteorien siger, at en nægtelse altid vil være svar på et modsynspunkt. Eksempel: 
Det var ikke Peter der vandt.
Den der kommer med den ovenstående udsigelse, svarer på et modsynspunkt om at:
Det var Peter der vandt.
Det er tilfældet fordi, der ikke er nogen grund til at nægte et synspunkt, hvis ikke det modsatte synspunkt er til stede. Svaret er altså ikke et svar på en ytring, der nødvendigvis er blevet udsagt, men siger bare at der nødvendigvis er flere diskurser involveret. 
Når man har fundet de to synspunkter, skal man derefter kunne fortsætte det første synspunkt (altså det nægtede) på to måder (afhænger af konteksten, kunne i dette tilfælde lyde sådan):
...og det var jeg glad for. (altså at han ikke vandt)
...men det troede jeg.  (altså at han vandt)
Man skal også kunne svare på det nægtede synspunkt. Kunne fx være sådan her:
Det var godt. (Altså at han ikke vandt)
Det burde han have gjort. (Altså have vundet)
Når dette er gjort skal synspunkterne konfigureres. Herfra koncentrer vi os om de to første synspunkter (Det var ikke Peter der vandt og Det var Peter der vandt). At konfigurere vil sige at finde kilden til synspunktet. Dette kan gøres på to måder. Dels skal man finde ud af hvem i teksten hvert synspunkt referer til, og dels skal man finde ud af hvilket diskursindivid det retter sig imod. Det er dog ikke altid muligt at finde ud af hvem synspunktet tilhører.
Der findes fire typer af diskursindivider: Afsender (jeg), Modtager (du), De 3 (han, hun, den osv.), MAN (dette er en kollektiv stemme der kan indeholde både Afsender, modtager og 3.person). I det ovenstående eksempel må det nægtede synspunkt være afsenders. Hvem det modsatte synspunkt tilhører kan vi ikke finde ud af, uden at inddrage en kontekst, men det kunne eksempelvis være modtagers synspunkt, eller det kunne være Peters (De 3) synspunkt osv.
Derefter skal man have fundet ud af hvilket ansvar diskursindividerne har for synspunktet. Diskursindividerne kan have ansvar og ikke-ansvar for synspunkterne. Ikke-ansvar kan desuden være midlertidigt eller totalt. I eksemplet har afsender ansvar for det nægtede synspunkt, desuden har han ikke-ansvar for Det var Peter der vandt. Dette ansvar må formodes at være permanent, men vi kan ikke ud fra den ene sætning vide det, det afhænger også af konteksten. Det andet synspunkt, som vi i første omgang tillagde modtager, har modtager ansvar for, og det nægtede synspunkt har han ikke-ansvar for, om det er totalt eller midlertidigt kan vi heller ikke vide. 
Summa summarum går sproglig polyfoni ud på, at identificere de stemmer der er tilstede i en tekst og binde dem til nogle størrelser i teksten. Dermed kan polyfoni bidrage til kohærens i en tekst. 
Andre muligheder for at se polyfoni i en sætning kan være sætningsadverbialer som fx naturligvis og selvfølgelig. 